# Djuptjärnen (Älvdalens socken, Dalarna)
Djuptjärnen är en sjö i Älvdalens kommun i Dalarna och ingår i Dalälvens huvudavrinningsområde.